# Рожа, Даниэль
Даниэль Рожа (венг. Dániel Rózsa; род. 24 ноября 1984, Сомбатхей) — венгерский футболист, вратарь клуба «Халадаш».

## Биография

### Клубная карьера
Всю карьеру проводит в клубе из родного города. Дебютировал в сезоне 2003/04. В этот год команда поднялась в высший дивизион, однако по итогам чемпионата заняла последнее место и вылетела обратно. Вернулся с командой в высшую лигу в сезоне 2008/09 и сходу занял третье место, дававшее право на участие в Лиге Европы. Провел в Лиге Европы 4 матча. Был основным вратарём команды на протяжении долгого времени, однако с приходим в команду Габора Кирая стал его резервистом.

### Карьера в сборной
В 2014 году сыграл в двух товарищеских матчах против Албании (1:0) и Казахстана (3:0).

## Достижения
- Бронзовый призёр чемпионата Венгрии: 2008/09